# Stade José Luís Corrêa
Le Stade José Luís Corrêa (en portugais : Estádio José Luís Corrêa), également connu sous le nom de Stade José Luís Nery Corrêa (en portugais : Estádio José Luís Nery Corrêa) et surnommé le Correão, est un stade de football brésilien situé dans la ville de Bacabal, dans l'État du Maranhão.
Le stade, doté de 9 500 places et inauguré en 1990, sert d'enceinte à domicile aux équipes de football du Bacabal Esporte Clube et du Clube Atlético Bacabal.